# Partit Verd dels Estats Units
El Partit Verd dels Estats Units (Green Party of the United States en anglès) és un partit polític dels Estats Units fundat el juliol de 2001. El partit és el quart més gran als Estats Units i promou l'ambientalisme, la no-violència, la justícia social, la democràcia participativa, la igualtat de gènere, i el moviment social LGBT.
Jill Stein va ser la candidata pel Partit Verd a les eleccions presidencials dels Estats Units de 2012, de 2016 i a les de 2024 i pocs dies abans de les eleccions de 2024, davant dels resultats incerts, diversos partits verds europeus li van demanar que renunciés i demanés el vot per la demòcrata Kamala Harris.